# Blackfordiidae
Blackfordiidae es una familia de cnidarios pertenecientes al orden Leptothecata . La familia consta de un solo género: Blackfordia descripto por Mayer en 1910.  La especie tipo es Blackfordia Virginica una especie con potencial invasor. 
El género Blackfordia se caracteriza por la presencia de  cuatro canales radiales. Las gónadas rodean completamente los canales radiales.  Presentan tentáculos marginales huecos en los que los núcleos endodérmicos de los tentáculos se extienden hacia adentro desde el margen de la campana hacia la sustancia gelatinosa. Mayer, 1910 . 